# УАЗ Симбир
УАЗ-31622 «Симбир» — модель вседорожника, выпускавшегося на Ульяновским автозаводе в 2002—2005 гг. По сути является удлинённой модификацией УАЗ-3160, как и модель УАЗ-3162, но с мостами "спайсер" колеи 1600 мм, аналогично УАЗ Патриот, и моторами ЗМЗ 16-ти клапанного семейства, вместо ранее использовавшихся УМЗ.
5 августа 1997 года с конвейера сошёл первый экземпляр УАЗ-3160, который был предшественником УАЗ-3162. Этот автомобиль являлся абсолютно новой моделью по отношению к УАЗ-469 и модификациям на его основе. Выпуск продолжался до 2004 года. 27 апреля 2000 года увидел свет первый серийный экземпляр УАЗ-3162, отличающийся длинной базой и новыми мостами типа «Спайсер» с той же, что и у УАЗ-3160 колеей 1445 мм. С 2002 по 2005 гг. шёл выпуск УАЗ-31622 «Симбир» — первого полноценного конструктивного предвестника УАЗ-3163 «Патриот». 

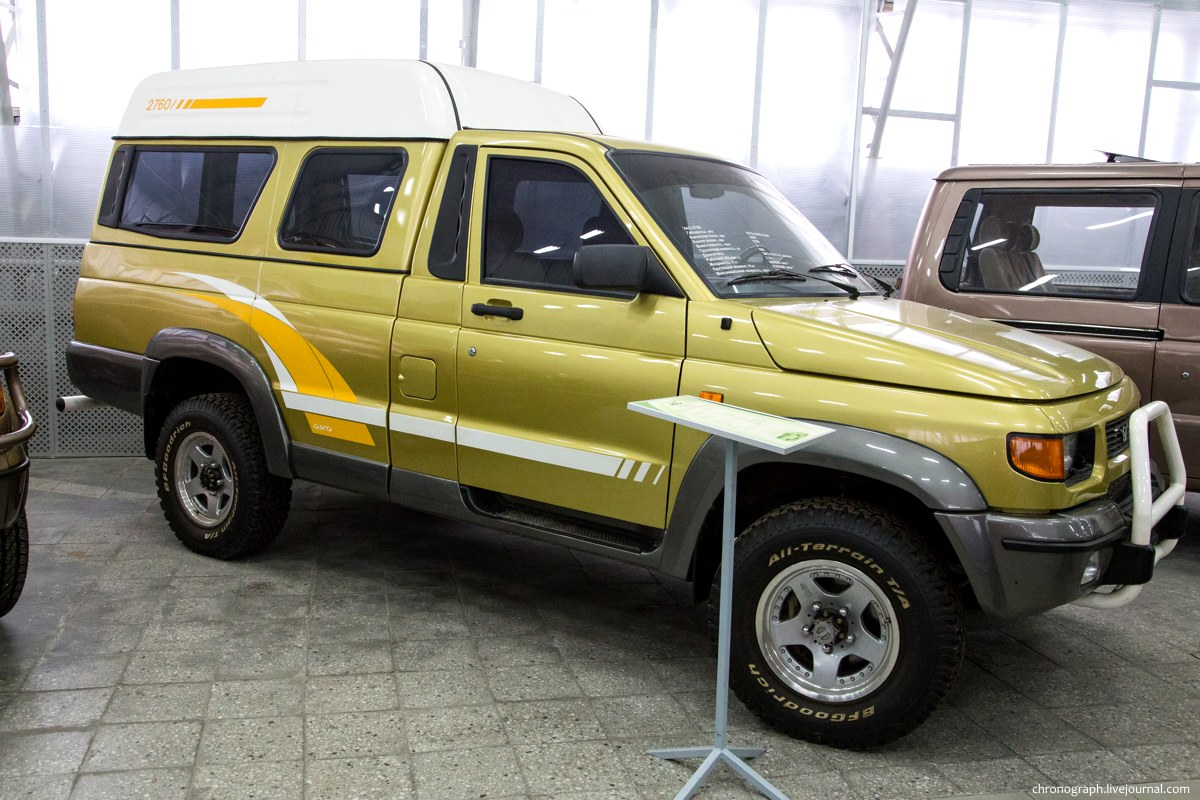
УАЗ-2760 «Сталкер» — экспериментальный образец следующей модификации УАЗ-31622 «Симбир»